# Forsythe Racing

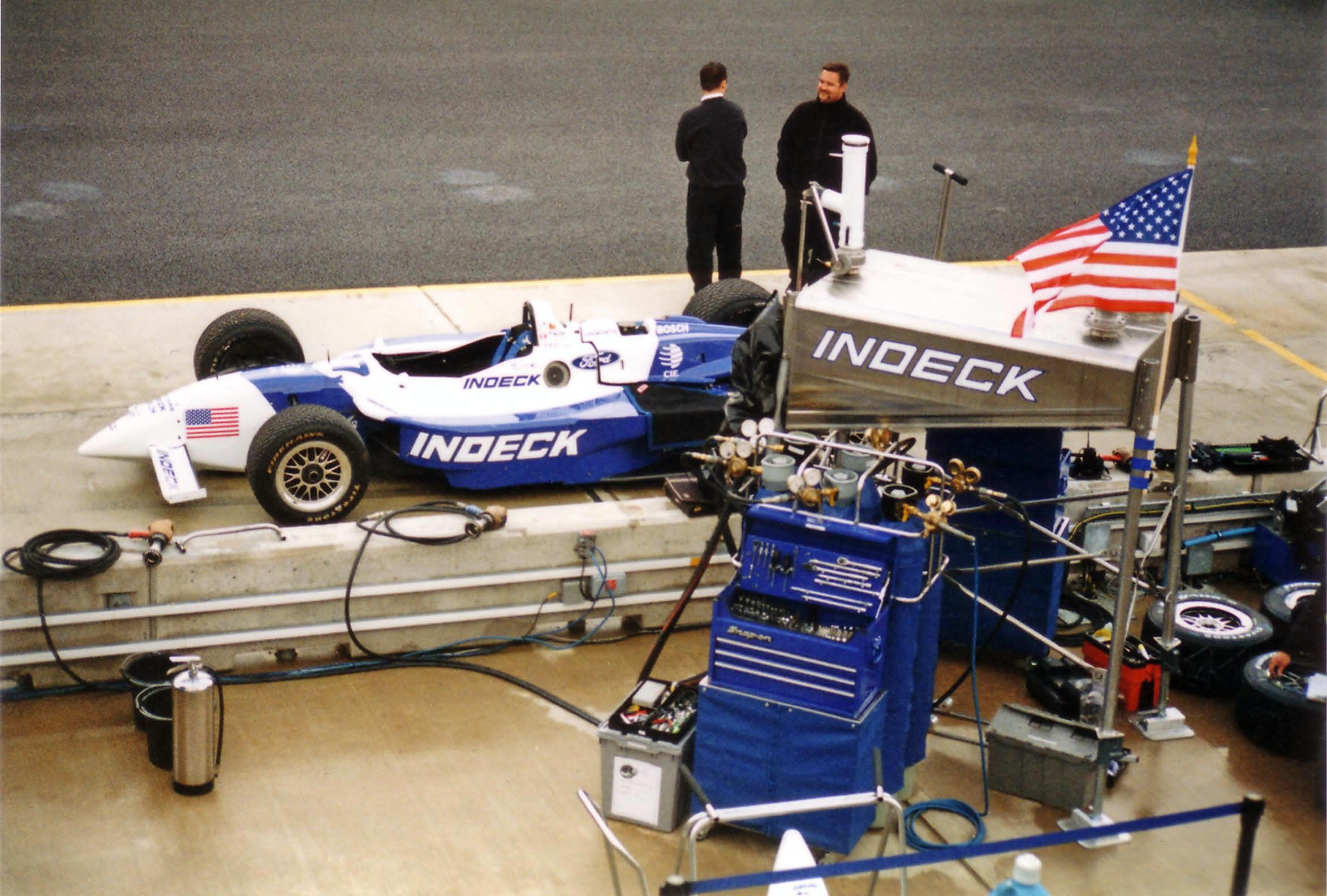
Bryan Hertas Forsythe-Wagen 2001

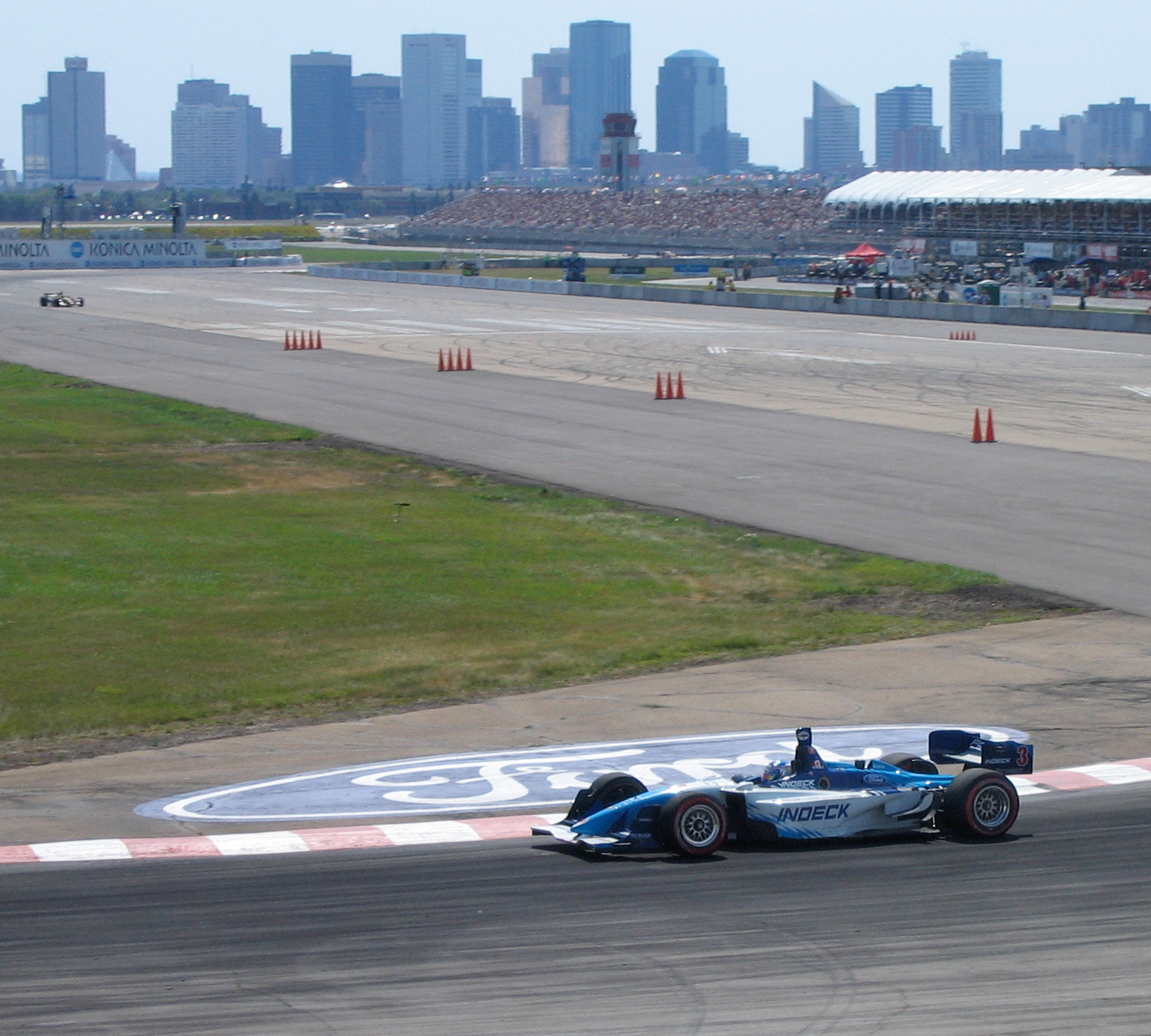
Paul Tracy 2006 im für Forsythe typischen hellblau-weißen Auto

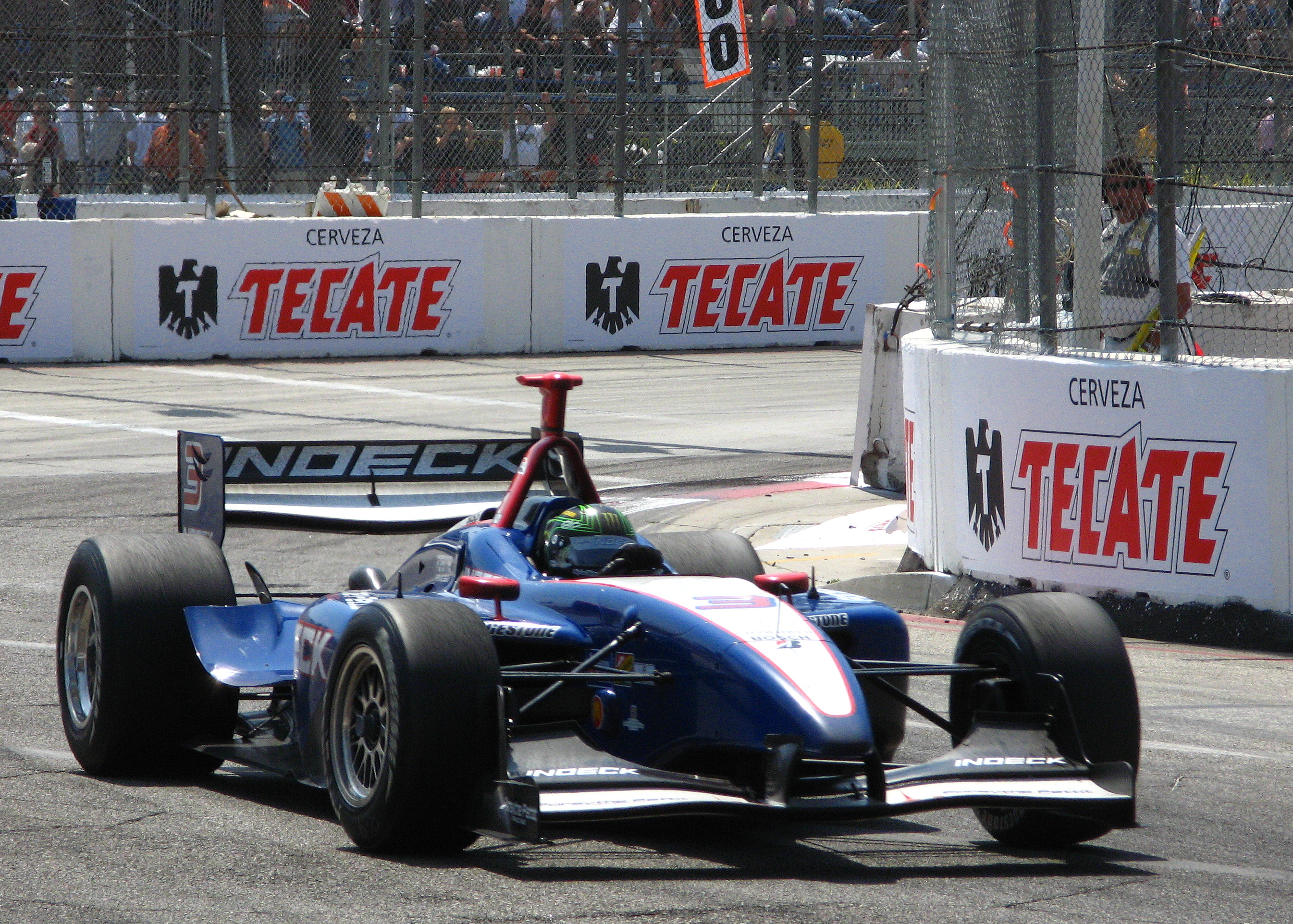
Tracy im Champ-Car-Panoz 2008

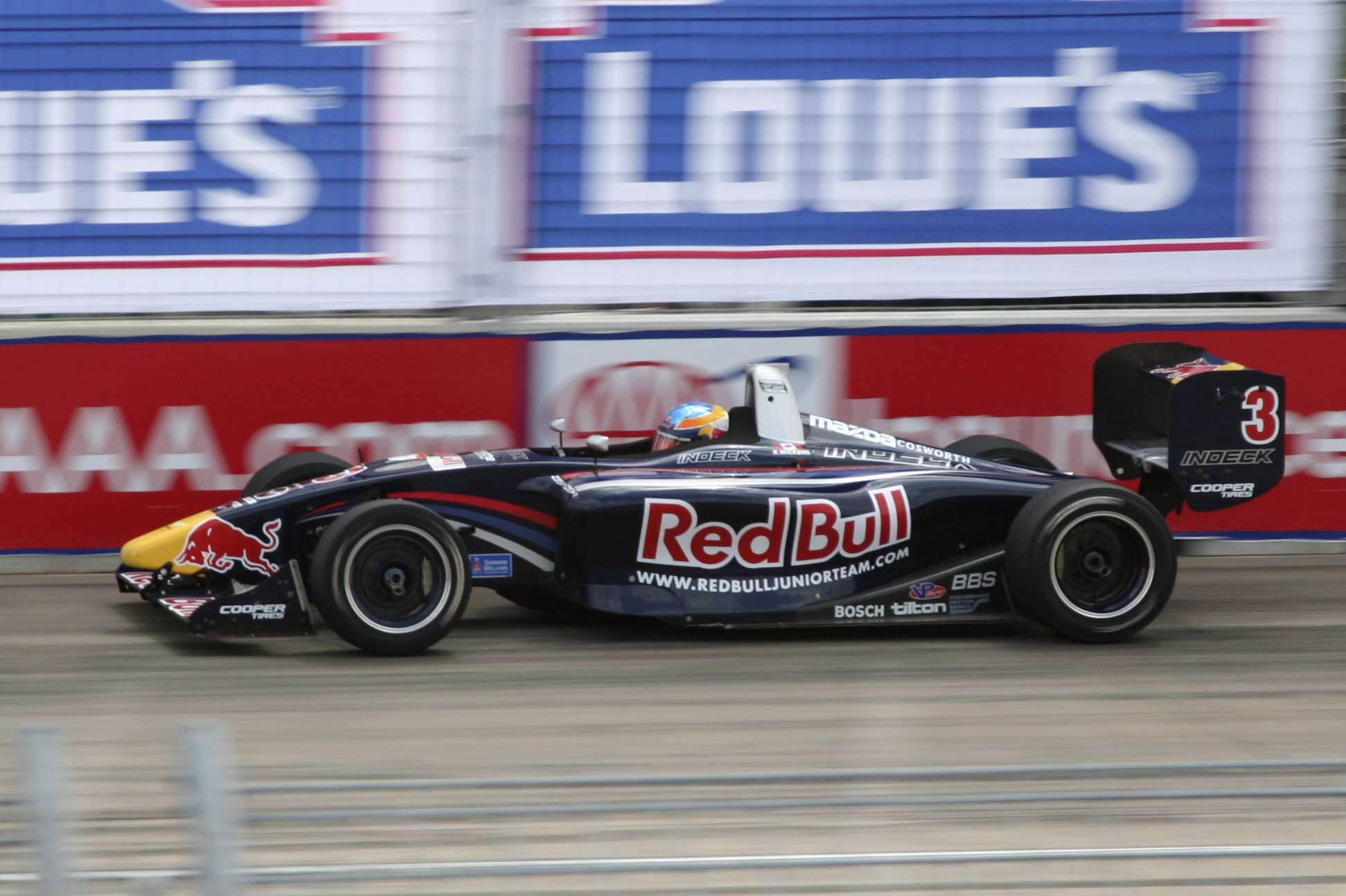
Wickens' Formel-Atlantic-Bolide in den Red-Bull-Farben 2007

Forsythe Racing war ein US-amerikanisches Automobilsport-Team, das von 1983 bis '85 und von 1994 bis 2008 in der Champ-Car-Serie antrat. Außerdem war es mit mehreren Unterbrechungen von 1993 bis 2008 in der Atlantic-Meisterschaft sowie Mitte bis Ende der 1990er Jahre in der CART Indy Lights Series aktiv. Besitzer des Teams war Gerald Forsythe.
Erstmals nahm Forsythe Racing von 1983 bis 1985 an den Rennen der CART-Serie teil. Teo Fabi konnte in dieser Zeit vier Rennen gewinnen. 1994 kehrte das Team mit Kim Green als Mitbesitzer unter dem Namen Forsythe-Green Racing zurück. Jedoch bereits ein Jahr später trennten sich Green und Forsythe wieder.
Green gründete sein eigenes Team und gewann 1995 mit dem von Forsythe abgeworbenen Jacques Villeneuve sowohl die Meisterschaft als auch das Indianapolis 500. Forsythe verpflichtete 1996 den Rookie Greg Moore, der bis zu seinem tödlichen Unfall 1999 fünf Rennsiege erzielen konnte.
1998 setzte Forsythe Racing erstmals einen zweiten Wagen ein, den Patrick Carpentier lenkte. Carpentier blieb dem Team bis zu seinem Wechsel in die Indy Racing League 2004 treu. 2003 wurde Paul Tracy unter Vertrag genommen und holte im gleichen Jahr mit sieben Siegen seine erste und einzige Champ-Car-Meisterschaft.
2006 trat Forsythe Racing mit Paul Tracy und Mario Domínguez in der Champ-Car-Serie an. Dominguez wurde jedoch bereits nach vier Rennen, wegen zweier Kollisionen mit Tracy und allgemein nicht zufriedenstellender Leistungen, entlassen. Als Ersatz wurde A. J. Allmendinger verpflichtet, der in der Folgezeit mehrere Siege einfuhr. Als Allmendinger ankündigte, dass er am Saisonende zur NASCAR wechseln würde, entließ Forsythe ihn vorzeitig aus seinem Vertrag. Beim letzten Saisonrennen kamen deshalb der ehemalige Indy-500-Sieger Buddy Rice und der junge Mexikaner David Martínez zum Einsatz, während Tracy nach einem Unfall mit einem Golfwagen verletzt pausieren musste.
2007 fuhren hauptsächlich Paul Tracy und Oriol Servià für Forsythe in der World Series. Das Jahr 2008 wurde als Forsythe/Pettit Racing in Angriff genommen. Nach dem Ende der Champ-Car-Serie Anfang 2008 verzichtete das Team auf Einsätze in der IndyCar Series und trat noch bis Ende des Jahres in der Atlantic-Serie an.
Ein Engagement in der Grand-Am-Serie seitens des Teams kam über einen Test Ende 2008 nicht hinaus.
Forsythe ist neben Newman-Haas das einzige traditionsreiche Team der Champ-Car-Serie, das in den Krisenjahren der Meisterschaft dieser nicht den Rücken gekehrt hat und in die IRL oder NASCAR gewechselt ist.
Gerald Forsythe war von 2003 bis 2008 zusammen mit Paul Gentilozzi und Kevin Kalkhoven Besitzer der Open Wheel Racing Series (OWRS), welche die Champ-Car-Serie veranstaltete.

## Fahrer des Teams
| - Kenny Acheson (1984) - A. J. Allmendinger (2006) - Lee Bentham (1998, Atlantic-Meisterschaft) - Claude Bourbonnais (1993, Atlantic-Meisterschaft) - Patrick Carpentier (1998–2004) - Kevin Cogan (1984) - Airton Daré (1999, Indy Lights) - Mario Domínguez (2005–2007) - John Edwards (2007, Atlantic-Meisterschaft) - David Empringham (1996, Indy Lights) - Corrado Fabi (1984) - Teo Fabi (1983–1984, 1995) - David Garza (2008, Atlantic-Meisterschaft) - Memo Gidley (2000) - Bertrand Godin (1997, Atlantic-Meisterschaft) - Bryan Herta (2000–2001) - James Hinchcliffe (2007–2008, Atlantic-Meisterschaft) - Howdy Holmes (1985) | - Tony Kanaan (1999) - Jan Lammers (1985) - Rodolfo Lavín (2004) - Leonardo Maia (2006, Atlantic-Meisterschaft) - David Martínez (2006–2008) - Franck Montagny (2008) - Greg Moore (1996–1999) - Richard Philippe (2006, Atlantic-Meisterschaft) - Héctor Rebaque (1982) - Buddy Rice (2006) - Oriol Servià (2007) - Danny Sullivan (1982) - Alex Tagliani (2000–2002) - Paul Tracy (2003–2008) - Al Unser Jr. (1982) - Jacques Villeneuve (1994) - Robert Wickens (2007, Atlantic-Meisterschaft) - Andreas Wirth (2006, Atlantic-Meisterschaft) |